# Народна Република Мађарска
Народна Република Мађарска (мађ. Magyar Népköztársaság) је била социјалистичка држава, која је постојала од 1949. до 1989. године. Историју Мађарске у том периоду обележила је револуција 1956. године и тзв. „гулаш социјализам“. Вође НР Мађарске сматрали су ову државу наследницом краткотрајне Мађарске Совјетске Републике из 1919. године.

## Историјска позадина (1945—1949)
До краја 1944. године, јединице совјетске Црвене армије ослободиле су Мађарску од немачке окупације. Совјетска армија остала је присутна у Мађарској и после рата. Комунистичка партија Мађарске постепено је јачала захваљујући подршци Совјетског Савеза. Од 1945. године деловала је у коалиционој влади, али је 1949. успоставила једнопартијску државу, Народну Републику Мађарску, са комунистом Матијашем Ракошијем на челу.

## Историја

### Период стаљинизма (1949—1956)
Након проглашења Народне републике, владајућа партија постала је Партија радног народа Мађарске. Секретар партије, Матијаш Ракоши, доласком на власт је уклонио свог главног супарника Ласла Рајка, који је оптужен и осуђен на смрт као „агент Западног империјализма“. Ракоши је током своје владавине увелико опонашао Стаљина, проводећи реформе совјетског типа, промовишући култ личности и остало. Током његове владавине, позатварани су многи комунисти који ће после револуције 1956. доћи на власт у Мађарској. Репресија власти у Мађарској је до 1956. године била већа него у осталим земљама Источног блока, што је био главни узрок револуције антикомунистичког типа 1956. године.
Од 1949. године у Мађарској су покренути програми масовног образовања и описмењавања становништва. Била је покренута и колективизација и индустријализација земље. Посебно се улагало у тешку индустрију. У сврху раздвајања послова Цркве од државе, веронаука је постепено избачена из наставног програма у школама. Главни вођа црквене опозиције био је кардинал Јозеф Миндсенти, који је ухапшен у септембру 1948. и осуђен на доживотну робију.
Након Стаљинове смрти 1953. године, Совјетски Савез је подстакао дестаљинизацију и у источноевропским земљама, последица чега је у Мађарској било постављење Имрета Нађа за премијера. Ракоши је упркос томе успео да задржи функцију секретара Партије и ускоро покренуо кампању против Нађа, која је завршила његовим смењивањем и затварањем у априлу 1955. године. Ракошијева власти била је уздрмана фебруара 1956, након што је Никита Хрушчов одбацио и осудио стаљинизам. Ракоши је 18. јула смењен с власти по наредбама из СССР-а. Дана 3. октобра Централни комитет Мађарске радничке народне партије рехабилитовао је Рајка и остале осуђене у стаљинским процесима, док је Имре Нађ поново постао члан Партије.

### Мађарска револуција 1956.
Последица дестаљинизације било је избијање, првобитно мирних студентских демонстрација 23. октобра у Будимпешти, на којима се захтевао одлазак совјетске армије из Мађарске. Ускоро је Имре Нађ са својим истомишљеницима преузео надзор над Мађарском радничком партијом и обећао „демократизацију, формирање мађарског пута у социјализам и радикално побољшање услова живота радничке класе“. До 30. октобра, Нађ је објавио ослобађање кардинала Мидсентија и укидање једнопартијског система. До 1. новембра је објавио радикалније потезе попут изласка Мађарске из Варшавског пакта и проглашење неутралне Мађарске. Хрушчов је увидео да је револуција прерасла у антикомунистичку побуну, па је 4. новембра 1956. упутио јединице Совјетске армије да смире ситуацију. У борбама које су уследиле, отпор Нађевих присталица био је убрзо сломљен.
Имре Нађ је ухапшен, а на његово место постављен Јанош Кадар. Формирана је и нова владајућа партија, названа Мађарска социјалистичка радничка партија. Нађ је остао заробљен до 1958. године, када је осуђен на смрт.

### Кадарова ера (1956—1989)
Кадар је на почеку своје владавине затворио велик број дисидената и побуњеника, али је почетком 1960-их прогласио општу амнестију, смањио овласти тајне полиције и либерализовао економију. Године 1966. Централни комитет одобрио је провођење тзв. Новог економског механизма, којим се настојало учинити Мађарску конкурентном на светском тржишту и омогућити становништву економски просперитет. Ово раздобље тржишног социјализма познато је и под називом „гулаш социјализам“. Ова нова економска политика подигла је животни стандард Мађара, осигурала одређен степен политичке либерализације и усмерила спољну политику према земљама Запада, али је истовремено довела и до раста спољног дуга.
Подстакнути реформама у Совјетском Савезу, активисти и интелектуалци у Будимпешти су од 1988. године почели да потичу на промене у мађарском друштву. Фебруара 1989. Централни комитет је подстакао политички плурализам, а у октобру мађарски парламент усвојио нови устав. Истог месеца, дотадашња владајућа Мађарска социјалистичка радничка партија одржала је последњи конгрес и реформирала се под именом Мађарска социјалистичка партија. Дана 23. октобра 1989. Народна Република Мађарска преименована је у Републику Мађарску.